# Jan Groenendaal
Jan Groenendaal (Heerewaarden, 7 augustus 1857 - Hurwenen, 28 augustus 1930) was een  Nederlands waterbouwkundige.

## Opleiding en eerste werkkring
Groenendaal was zoon van Jantje Johanna Jacoba Ambrosius en gemeente-ontvanger Jan Groenendaal. Jan Groenendaal Jr. bleef zelf ongehuwd.
Hij was na in 1880 te zijn afgestudeerd aan de Polytechnische School te Delft, tot 1881 werkzaam voor Rijkswaterstaat bij de normalisering van de Waal en daarna tot 1892 bij de aanleg van het Merwedekanaal te Gorinchem.

## Delfland
Groenendaal was van 16 juli 1892 tot 1 augustus 1918 werkzaam als hoofdingenieur bij het Hoogheemraadschap van Delfland, dus tot enkele weken voor zijn overlijden.
In 1894 speelde ook de Scheveningse havenkwestie. De reders uit Scheveningen wilden een betere haven, en er was zelfs een voorstel om een scheepvaartkanaal aan te leggen van Scheveningen naar de Nieuwe Waterweg. Delfland was daar sterk op tegen omdat ze verwachten dat ze te veel water voor de sluis van dat kanaal kwijt zouden raken. Groenendaal had een belangrijk aandeel in het formuleren van de bezwaren.
In 1896 maakte hij een ontwerp voor verbetering van de kust door verdere uitbouw van de Delflandse hoofden. Dat plan is toen slechts gedeeltelijk uitgevoerd, met als gevolg dat in 1905 het restant werk nog (tegen veel hogere kosten) moest worden uitgevoerd.
Groenendaal speelde ook een rol bij het dichten van een dijkdoorbraak in de polder Kethel in 1903, waarvoor hij een waardering kreeg van Delfland, alhoewel uit verslagen van die doorbraak uit onafhankelijke bron niet echt een belangrijke bijdrage van het hoogheemraadschap blijkt. Het ligt voor de hand om te veronderstellen dat die waardering meer gebaseerd was op de financiële afhandeling dan op de techniek. De door de provincie ingestelde onderzoekscommissie onder voorzitterschap van ir. De Bruyn constateerde dat de schuld van die doorbraak niet bij Delfland lag.
In zijn periode bij Delfland was hij ook betrokken bij werken voor ”De Koekoek” in de polder Mastenbroek bij Kampen.
Kort voor zijn overlijden was hij in een dispuut verwikkeld over de aanleg (en bekostiging) va de Delflandse hoofden. Dit dispuut is in detail beschreven door dr.ir. Wentholt.